# استراتوپاز
استراتوپاز (به انگلیسی: Stratopause) مرز جدایی میان دو لایهٔ استراتوسفر و مزوسفر در اتمسفر زمین است و حدود ۵۰–۴۵ کیلومتر از سطح زمین ارتفاع دارد.